# Donkey.bas
Donkey.bas är ett datorspel skrivet 1981 som medföljde tidiga versioner av PC-DOS-operativsystemet till IBM PC. Spelet är ett bilspel där spelaren kör på en väg och ska undvika att köra på åsnor. Donkey.bas är anmärkningsvärt eftersom det skrevs av Microsofts grundare Bill Gates och Neil Konzen.
Donkey.bas skrevs av dem för att visa BASIC-språkets kraftfullhet på IBM PC-datorer. Det är enkelt uppbyggt och demonstrerade hur datorn med BASIC kunde skapa interaktiva program med färggrafik och ljud (genom datorhögtalaren). Spelet kan köras i senare versioner av Basic, som Qbasic.